# Genex
Genex (in russo: ГЕНЕКС) è una compagnia aerea specializzata nel trasporto di merci con la base tecnica e nodo operativo principale nell'Aeroporto di Minsk, in Bielorussia.

## Storia
- 1997 - fondazione di Genex S.r.l. nell'Aeroporto di Minsk come l'Agenza per il Trasporto Aereo Nazionale ed Internazionale.
- 2003 - acquisto del primo aereo della flotta, un Antonov An-2.
- 2005 - costituzione dell'omonima aerolinea
- 2006 - consegna degli aerei Antonov An-26 e inizio dei voli tutto-merci di linea e charter internazionali

## Flotta[1]
- Antonov An-2 (1 radiato)
- Antonov 12 (radiato)
- Antonov An-26B (1 solo esemplare ancora in servizio)
- Antonov 30 (radiato)